# Das Bergwerk – Franz Fühmann
Das Bergwerk – Franz Fühmann ist ein Dokumentarfilm der Provobis Gesellschaft für Film und Fernsehen unter der Regie von Karlheinz Mund aus dem Jahr 1998.

## Handlung
Es handelt sich bei diesem detailreichen Filmessay um das Porträt eines der vielseitigsten DDR-Schriftsteller und Kinderbuchautors, Franz Fühmann (1922–1984). Es beschäftigt sich mit dem letzten Lebensjahrzehnt des Autors und seinem Mammutprojekt Im Berg, das sein Opus magnum werden sollte. Fühmanns früher Tod ließ das Buch mit 129 Seiten Text und 20 Seiten Material unvollendet bleiben. Unter das Typoskript schrieb er, bereits vom Tode gezeichnet,: „Bericht eines Scheiterns. Fragment.“ Der Regisseur Karlheinz Mund nimmt diesen Gedanken auf, zeichnet mit Interviews, Bildern der Arbeit unter Tage und Textzitaten das Leben Fühmanns nach.
Der Film beginnt mit dessen Kindheit und mit rückblickenden Betrachtungen seiner Schwester. Dann folgen Filmausschnitte aus dem Jahr 1974, in denen er eine Schulklasse in Märkisch Buchholz besucht, ein Ort unweit seines mitten im Wald gelegenen Wohnsitzes, um mit ihnen über Prometheus zu sprechen. Bis heute erinnern sich die damaligen Kinder noch gern an ihn. Bereits hier nimmt der Gedanke an einen Roman über den Bergbau im Harz Gestalt an. Fühmann beschließt, um zu recherchieren, im Mansfelder Land, im Kupferbergbau selbst unter die Erde zu fahren. Er erzählt, wie es beginnt, dass er die ersten drei Tage mit einem Bewacher unter Tage fährt, wie sein Arbeitstag abläuft und dass er sich zeitig in einem Wohnheim ins Bett legt. Ehemalige Kollegen kommen zu Wort, die sich erinnern, wie Fühmann völlig normal, wie jeder andere Bergmann, in den Dienst eingeteilt wird. Er bekommt aber auch die Zeit zur Verfügung gestellt, die er für seine Recherchen braucht. Für ihn war der Schacht ein Ort der Wahrheit, das Urerlebnis Bergwerk wurde zur Metapher für sein Leben und sein Werk.
Seine ehemaligen Kollegen aus dem Bergbau sprechen noch heute voller Hochachtung über ihn, selbst ein ehemaliger stellvertretender Parteisekretär der SED kann sich da nicht ausschließen. Bekannte Persönlichkeiten äußern sich, so z. B. Prof. Hans Richter (Literaturwissenschaftler), Christa Wolf, Klaus Schlesinger, Dr. Jürgen Krätzer (Germanist) und Rolf Haufs. Immer wieder werden ältere Ausschnitte aus Dokumentarfilmen eingeblendet, die etwas weiter unten aufgelistet sind.

## Produktion und Veröffentlichung
Das Bergwerk – Franz Fühmann wurde von der Provobis Gesellschaft für Film und Fernsehen mbH in Koproduktion mit der á Jour Film und dem Mitteldeutschen Rundfunk als Farbfilm, unter Zuhilfenahme häufiger Schwarzweißfilm-Sequenzen historischer fotografischen Bilder und Filmaufnahmen, hergestellt.
Der Film entstand unter Verwendung von Franz Fühmann – Im Berg. Texte und Dokumente aus dem Nachlaß herausgegeben von Ingrid Prignitz. (Rostock: Hinstorff 1991) und dem Rundfunk-Essay von Sigrid Damm Am liebsten tät ich auf die Straße gehen und brüllen. (SR 1992)
Aus folgenden Dokumentarfilmen bereichern zahlreiche Filmzitate die Informationen:
- 1970: Seilfahrt 69 (DEFA)
- 1974: Prometheus in Filmzitaten Märkisch-Buchholz (Fernsehen der DDR)
- 1975: … und sie waren nur Arbeitsleut (Hochschule für Film und Fernsehen der DDR)
- 1977: Aufbruch in die Wirklichkeit (Fernsehen der DDR)
- 1979: Martin der Berauber (DEFA)
- 1981: Lachter, Hunter, Wasserbalancen (Fernsehen der DDR)
- 1982: Der Sturz des Engels (HR)
- 1984: Fühmann liest vor Westberliner Lehrern (Blumensath-Video)
- 1986: Bergmänner (DEFA)

Als Anlaufdatum in den Kinos wird der 15. Oktober 1998 angegeben. Die Erstausstrahlung im Fernsehen erfolgte am 24. Mai 2000 im MDR.

## Kritik
Das Lexikon des internationalen Films schreibt, dass es sich hier um einen traditionell strukturierten und entwickelten Dokumentarfilm handelt, der das Porträt eines Künstlers in den Mittelpunkt rückt, der als leidenschaftlicher Sozialist an den real existierenden Verhältnissen in der DDR litt.